# محمد أمين ساريكايا
محمد أمين ساريكايا (مواليد 3 يناير 2002) هو لاعب كرة قدم تركي يلعب في مركز الوسط في نادي إسطنبول باشاكشهر.

## روابط خارجية
- محمد أمين ساريكايا على موقع الاتحاد الأوربي (الإنجليزية)
- محمد أمين ساريكايا على موقع اتحاد تركيا (لاعب) (الإنجليزية)
- محمد أمين ساريكايا على موقع قاعدة بيانات كرة القدم.إي يو (الإنجليزية)
- محمد أمين ساريكايا على موقع Soccerway.com (الإنجليزية)